# Ганна Ісаврійська
Ганна Ісаврійська (*бл. 705 — бл. 772) — візантійська імператриця.

## Життєпис
Походила з Ісаврійської династії. Донька імператора Льва III та Марії. Про дату народження нічого невідомо. Народилася ймовірно під час служби батька в одній з малоазійських фем. У 717 році була видана заміж на Артабаста, стратега феми Арменіакон, який допоміг Льву Ісавру посісти трон.
Протягом наступних майже 30 років мешкала разом з чоловіком у Константинополі або у фемі Опсікіон. У 741 році після смерті імператора Льва III чоловік Ганни зумів зайняти трон, зробивши їхнього сина Микиту стратегом феми Арменіакон, а молодшого сина Никифора — співімператором. Водночас сама Ганна отримує титул Августи.
Підтримувала чоловіка у відновленні шанування ікон. 743 році брат Ганни — Костянтин V — повалив Артабаста й втратив його. Загинули також сини Ганни. Сама Августа з доньками пішли до монастиря. Померла за часів володарювання свого брата.